# Lotosový chrám

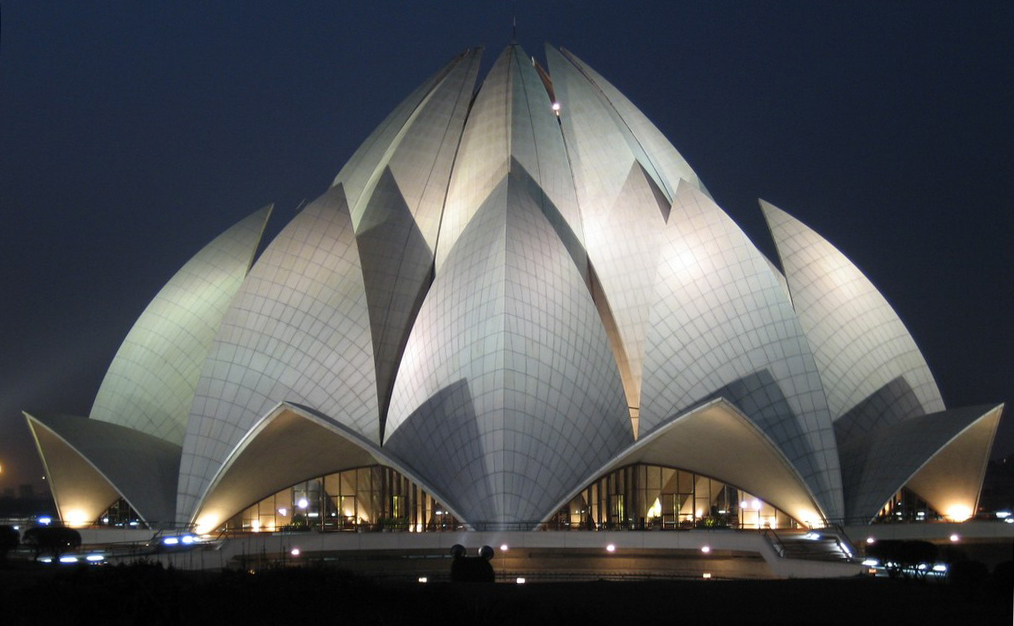
Lotosový chrám po setmění

Lotosový chrám je bahaistická svatyně v indickém hlavním městě Dillí. Byla dokončena roku 1986 a je pozoruhodná tvarem květu lotosu. Autorem její podoby je íránsko-americký architekt Fariborz Sahba. Chrám se stal turistickou atrakcí a získal řadu architektonických ocenění.

## Infrastruktura
Exteriér svatyně se skládá z 27 volně stojících listů, krytých mramorem. Devatery dveře chrámu vedou do centrální haly s výškou více než 40 m, která má kapacitu až 2500 lidí. Povrch svatyně je vyroben z bílého mramoru z hory Pentelikon v Řecku, čili z téhož materiálu jako antické stavby. Spolu s devíti okolními rybníky a zahradami se Lotosový chrám rozkládá na ploše 105 000 m².

## Turistická atrakce
Od konce roku 2002 přilákala tato turistická atrakce více než 50 milionů návštěvníků, což z ní činí jednu z nejnavštěvovanějších staveb na světě. Počet turistů již překonal návštěvnost Tádž Mahalu v Ágře či Eiffelovy věže v Paříži.[zdroj?]

## Galerie

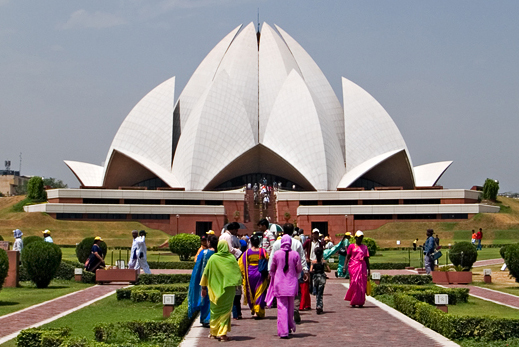
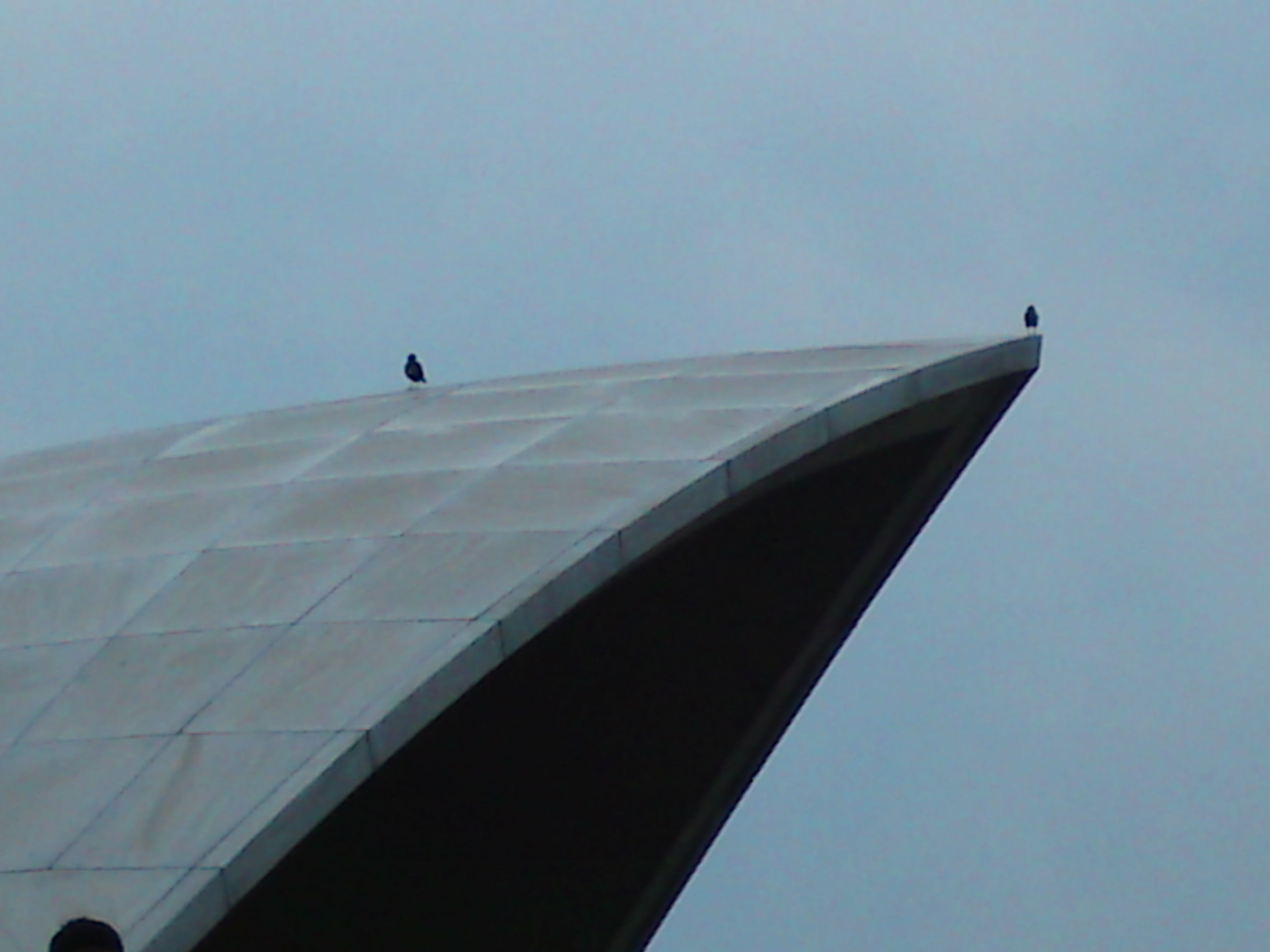
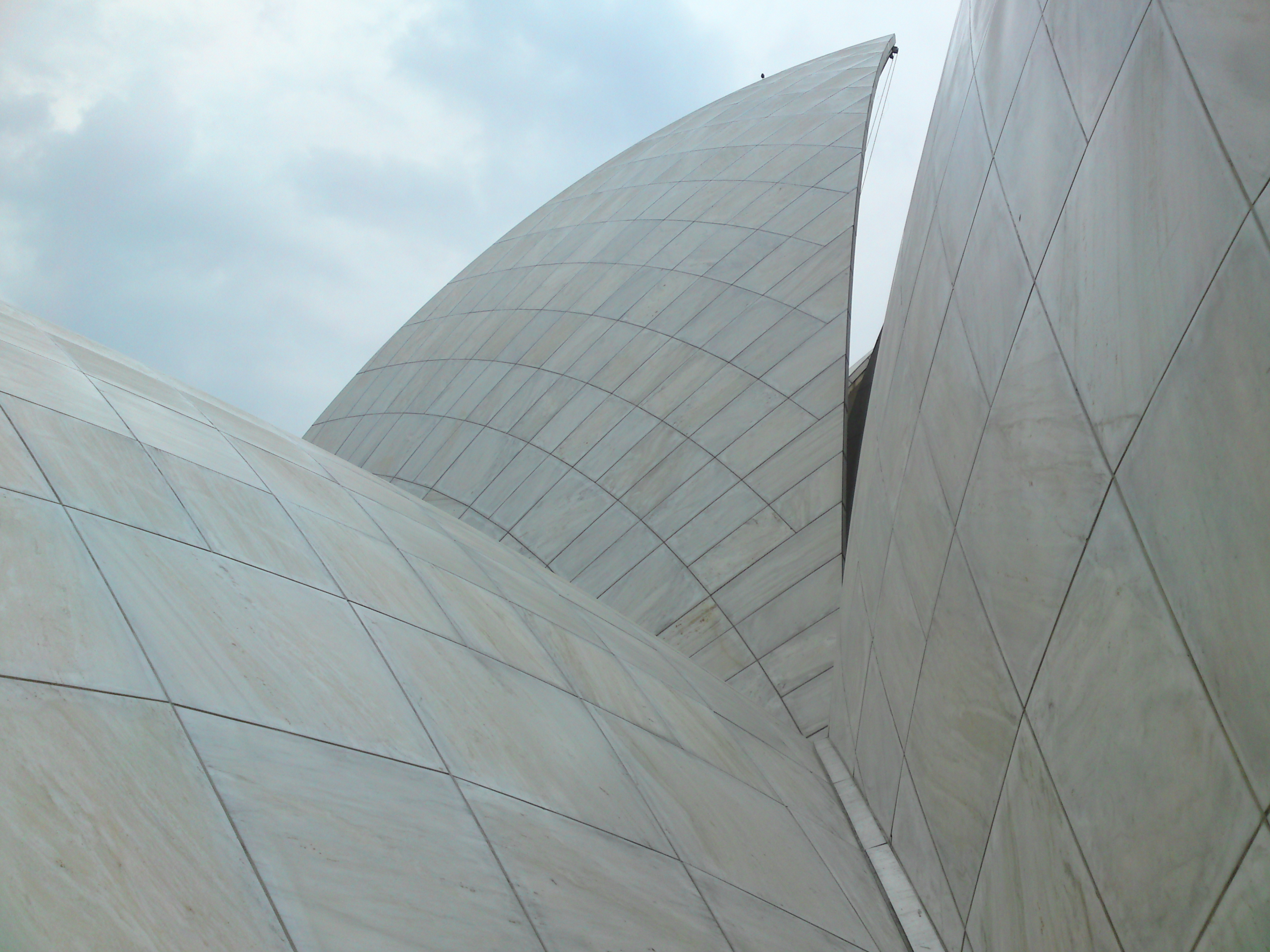
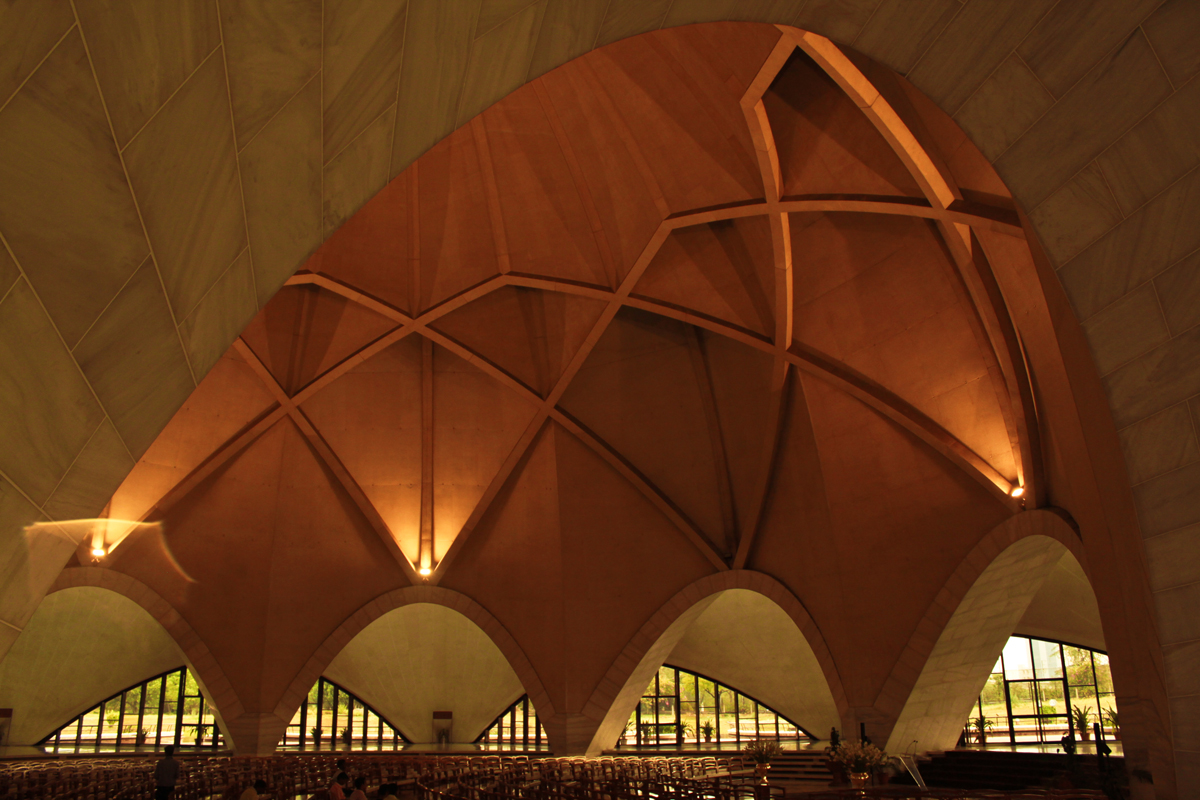